# Salone della Guerra (Versailles)

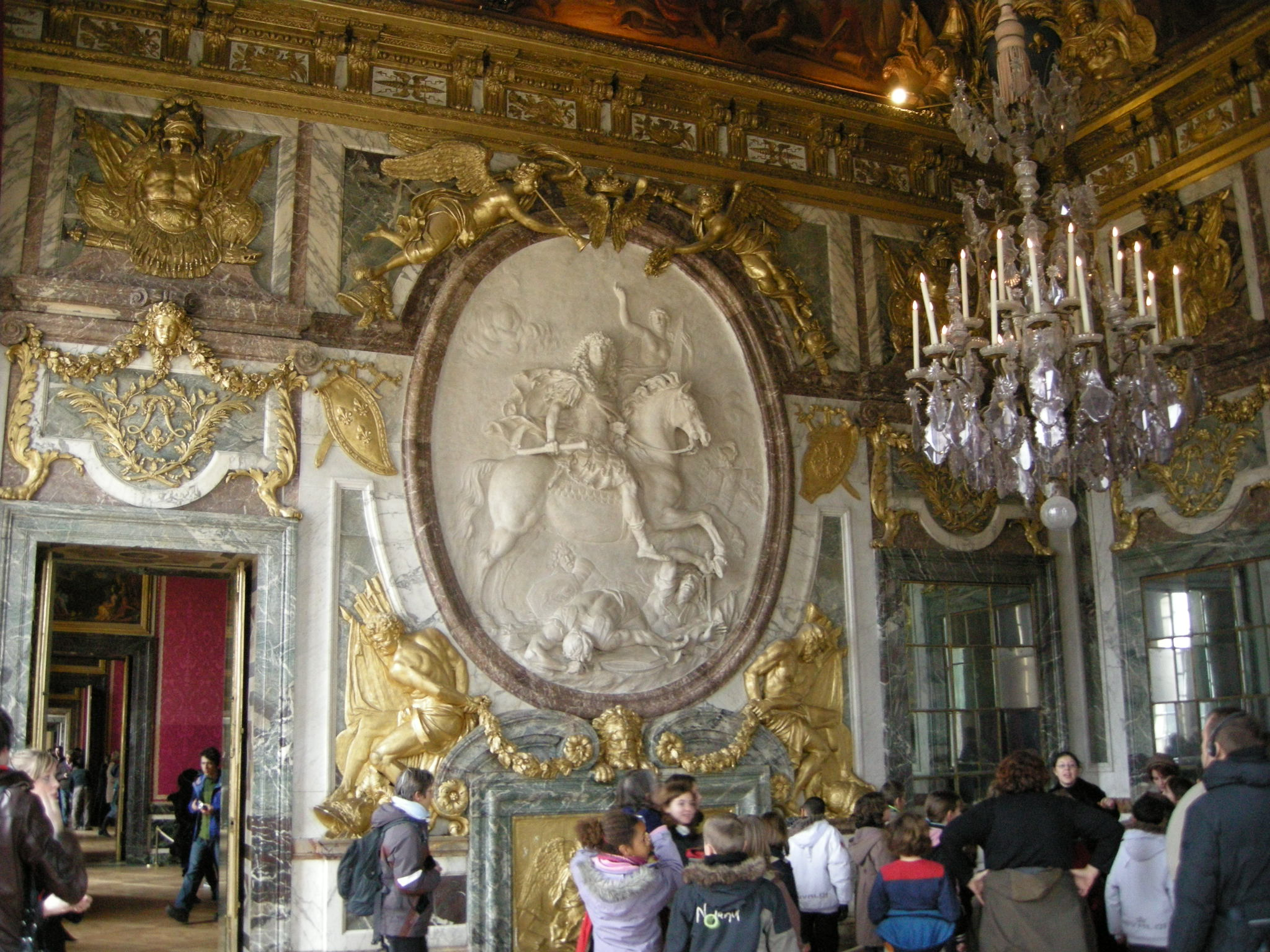
Veduta d'insieme del Salone della Guerra

Il Salone della Guerra (in francese: Salon de la Guerre) è una stanza del Grand appartement du roi nella Reggia di Versailles.
Questo salone, situato a nord della Galleria degli Specchi, funge da comunicazione tra i grand appartements e la galleria.

## Decorazioni

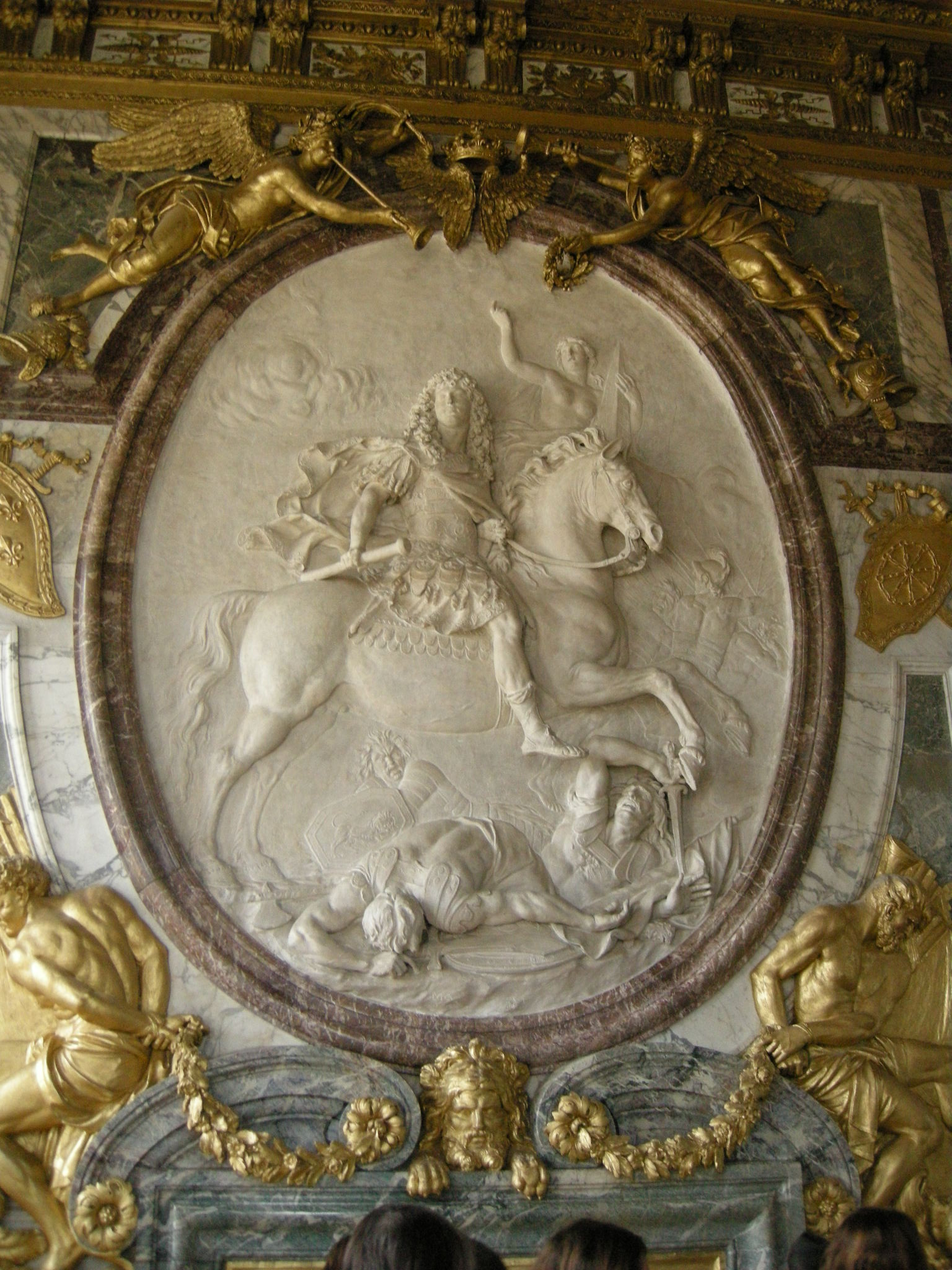
Bassorilievo raffigurante Luigi XIV vittorioso

Sul soffitto a cupola del Salone della Guerra è rappresentata la personificazione Francia vittoriosa in abiti da guerra mentre tra le lunette sottostanti si trova Bellona su di un carro tirato da due cavalli. Agli angoli tra le lunette si trovano dei dipinti con lo stemma dei Borboni di Francia. Le pareti sono decorate con marmi policromi all'antica e con bronzi dorati di trofei militari.
L'opera di maggior rilievo nella stanza è però rappresentata sul muro ad est da un bassorilievo in marmo bianco che rappresenta Luigi XIV a cavallo inquadrato in una cornice marmorea corredata da elementi in bronzo come i due prigionieri che si trovano ai piedi del re, che hanno le mani legate dietro la schiena da festoni di fiori in bronzo dorato. Nella parte superiore del bassorilievo, sempre in bronzo dorato, si trovano due ali coronate della corona reale di Francia affiancate da due angeli trionfanti.